# Viktor Ivanovics Baloha
Viktor Ivanovics Baloha (ukránul: Віктор Іванович Балога; Dávidfalva, 1963. június 15. –) ukrán (ruszin) üzletember és politikus. 1998–1999-ben Munkács polgármestere, 1999–2001 között, valamint 2005-ben a kárpátaljai területi adminisztráció elnöke, 2002–2005 között parlamenti képviselő, 2007 szeptemberétől 2009 májusáig az ukrán Elnöki Titkárság vezetője volt. 2010. november 12-étől a rendkívüli helyzetek minisztere az ukrán kormányban, mely posztot 2005–2006-ban is betöltötte. 2020-ig az Egységes Közép (napjainkban Andrij Baloha Csapata) párt elnöke volt.

## Élete
Kárpátalja Munkácsi járásához tartozó Dávidfalván (Zavidovo) született. Apja Ivan Pavlovics Baloha, anyja Marija Vaszilivna Baloha. Szülőfalujában járt nyolcosztályos általános iskolába, melyet 1978-ban fejezett be. 1978–1980 között az Ilosvai járásban található Hátmeg (Zahattya) középiskolájában tanult. 1984-ben fejezte be a Lvivi Kereskedelmi és Gazdasági Főiskolát. A tanulmányait követően, 1984 júliusa és 1985 novembere között katonai szolgálatot teljesített a Szovjet Hadseregben.

### Szakmai pályafutása
1986–1987 között a mezőkaszonyi mezőgazdasági szövetkezetben áruszakértő, majd elnökhelyettes volt. 1987-től 1992-ig Munkács fogyasztási és szolgáltató szövetkezetében dolgozott fő áruszakértőként. A Szovjetunió felbomlása után vállalkozóként tevékenykedett, 1992-től 1997-ig a Rej-prominy, majd 1998-ig a Barva Kft. igazgatója volt.

### Politikai karrierje
Politikai karrierje 1997-ben kezdődött, amikor belépett az Ukrán Egyesített Szociáldemokrata Pártba (SZDPUo). Az 1998-as parlamenti és helyhatósági választások idején az SZDPUo kárpátaljai választási stábját irányította. Az 1998. áprilisi választásokon Munkács polgármesterévé választották, majd 1999 májusában Ukrajna elnöke a Kárpátaljai Területi Állami Közigazgatási Hivatal (területi adminisztráció) elnökévé nevezte ki.
2000-ben megromlott a kapcsolata az egyesített szociáldemokratákkal, illetve a párt mögött álló üzleti körökkel (Viktor Medvedcsukkal és Hrihorij Szurkisszal). Még abban az évben kilépett az SZDPUo-ból is. Ezt követően a területi adminisztráció élén a Kárpátalján erős gazdasági pozíciókat szerzett egyesített szociáldemokraták kiszorítására törekedett. Ebben támogatásra talált Leonyid Kucsma, akkori elnökében, valamint Viktor Juscsenko miniszterelnökben. Ebben az időszakban kezdett szorosabbá válni Baloha és a Mi Ukrajnánk, valamint Juscsenko kapcsolata.
2001 júniusában Viktor Medvedcsuk, az SZDPUo elnöke, az Elnöki Titkárság akkori vezetője közbenjárására Leonyid Kucsma elnök felmentette a területi adminisztráció elnöki posztjáról. A 2000-től leváltásáig tartó időszakot az SZDPUo-hoz tartozó első helyettesével, Ivan Rizakkal való állandósult konfliktusok jellemezték. Balohát Hennagyij Moszkal követte a kárpátaljai területi adminisztráció elnöki posztján.
A 2002-es parlamenti választások idején már Viktor Juscsenko szövetségeseként a Mi Ukrajnánk kárpátaljai területi stábját vezette. A 2002. márciusi választásokon a Munkács központú 71. sz. egyéni választókerületből parlamenti képviselővé választották. A Legfelsőbb Tanácsban a Mi Ukrajnánk frakciójához csatlakozott, tagja volt a parlamenti gazdasági bizottságának.
Az ukrajnai narancssárga forradalmat követően politikai befolyása tovább nőtt. 2005 februárjában Ivan Rizakot váltotta a Kárpátaljai Területi Állami Közigazgatási Hivatal élén, majd 2005. szeptember 27-én Jurij Jehanurov kormányában a rendkívüli helyzetek miniszterévé nevezték ki. Ezt a posztot később, a Jehanurovot követő Viktor Janukovics kormányában is megőrizte. 2006. szeptember 15-én az Elnöki Titkárság vezetőjévé nevezték ki. Posztjáról saját kérésére mentették fel 2009. május 19-én. Lemondását azzal indokolta, hogy nem értett egyet Viktor Juscsenko újbóli indulásával a 2010-es elnökválasztáson, valamint, hogy javaslatait rendre figyelmen kívül hagyták az elnöki apparátusban.
2008. január 8-án kilépett Juscsenko pártjából, a Mi Ukrajnánk-Nemzeti Önvédelem (NUNSZ) pártszövetségből. 2008 júniusában tagja lett az Egységes Közép pártnak, júliusban bekerült a párt elnökségébe, majd 2010 augusztusában a párt elnökévé választották. 2010-től képviselőként tagja a Kárpátaljai Területi Tanácsnak is.
Viktor Janukovics elnök 2010. november 1-jén Mikola Azarov kormányába a rendkívüli helyzetek miniszterévé nevezte ki.
A 2012. október 28-i ukrajnai parlamenti választáson a kárpátaljai 69-es egyéni választókerületben az Egységes Közép párt jelöltjeként indult képviselőjelöltként, a szavazatok 52,17%-kával bejutott a parlamentbe. A parlamentben az európai integrációs bizottság tagja.
A 2019-es ukrajnai parlamenti választáson a 69-es egyéni választókerületből az Egységes Közép párt (2020-tól Andrij Baloha Csapata) jelöltjeként szerzett mandátumot a szavazatok 35%-ának megszerzésével. 2020-ig az Egységes Közép pár elnöke volt. 2020-ban fia, Andrij Baloha vette át a párt vezetését, és ekkor a párt az Andrij Baloha Csapata elnevezést kapta.

## Magánélete
Nős. Három gyermeke – két fia és egy lánya – van.
Balohának két fiatalabb testvére van: Ivan (sz. 1966) vállalkozó és politikus, aki a kárpátaljai területi politikai életben játszik szerepet, Pavlo (sz. 1977) jogász végzettségű, vállalkozóként tevékenykedik.